# Huaxia
Huaxia ist ein historisches Konzept, das die chinesische Nation repräsentiert. Es stammt aus dem gemeinsamen kulturellen Bewusstsein der verschiedenen Konföderationen der Vorfahren der Han vor der Qin-Dynastie und damit vor der Zeit des Chinesischen Kaiserreiches.

## Etymologie
Der früheste authentische Beleg des Huaxia-Konzepts findet sich im Zuo Zhuan, einem historischen Werk und Kommentar, das vor 300 v. Chr. verfasst wurde. Im Zuo Zhuan bezieht sich Huaxia auf die zentralen Staaten (中國 zhōngguó) im Tal des Gelben Flusses, die von den Huaxia bewohnt wurden, die ethnisch den Han-Chinesen in vorkaiserlichen Diskursen entsprachen.
Nach dem Konfuzianer Kong Yingda stand das Schriftzeichen xià (夏, „erhaben“) für die „Größe“ (大) der zeremoniellen Etikette der zentralen Staaten, während huá (華, „Blume“, „Blüte“) die Schönheit (美) der hanfu-Kleidung bezeichnete, die die Bewohner dieser Staaten trugen.

## Geschichte

### Ursprung
Der Historiker Sima Qian aus der Han-Dynastie berichtet, dass „Xia“ der Name des Staates war, der dem legendären König Yu dem Großen verliehen wurde, und dass Yu diesen Namen als seinen Familiennamen verwendete. In der modernen Historiographie bezieht sich Huaxia auf eine Konföderation von Stämmen, die entlang des Gelben Flusses lebten und die Vorfahren der späteren Han-Volksgruppe in China waren. Während der Zeit der Streitenden Reiche (475–221 v. Chr.) entwickelte sich das Selbstbewusstsein der Huaxia-Identität und festigte sich im alten China. Ursprünglich definierte Huaxia eine zivilisierte Gesellschaft, die sich von den als barbarisch angesehenen Völkern um sie herum abhob. Die Huaxia-Identität entstand in der Östlichen Zhou-Dynastie als Reaktion auf die zunehmenden Konflikte mit den Rong- und Di-Völkern, die in die Zhou-Gebiete einwanderten und einige Zhou-Staaten zerstörten.

### Moderner Gebrauch
Die offiziellen chinesischen Namen sowohl der Volksrepublik China (VR China) als auch der Republik China (Taiwan) enthalten den Begriff Huaxia in Kombination mit Zhongguo (中國, 中国, übersetzt als „Reich der Mitte“), und zwar als Zhonghua (中華, 中华). Der offizielle Name der VR China lautet Zhonghua Renmin Gongheguo (中华人民共和国), während der der Republik China Zhonghua Minguo (中華民國) lautet. Der Begriff Zhongguo ist eng mit einem Staat verbunden, während sich Zhonghua vor allem auf Kultur bezieht. Letzterer wird auch als Teil des nationalistischen Begriffs Zhōnghuá Mínzú verwendet, der sich auf eine multiethnische chinesische Nationalität bezieht.
Der Begriff Huaren (華人) für eine chinesische Person ist eine Abkürzung von Huaxia mit ren (人, Person). Huaren wird im Allgemeinen für Menschen chinesischer Abstammung verwendet, im Gegensatz zu Zhongguoren (中國人), das normalerweise (aber nicht immer) Bürger Chinas bezeichnet. Obwohl einige Zhongguoren als Bezeichnung für die chinesische Ethnie verwenden, ist dieser Gebrauch in Taiwan eher unüblich. In Auslandsgemeinschaften von Chinesen, etwa in Singapur oder Malaysia, werden Huaren oder Huaqiao (Überseechinesen) verwendet, da diese Personen keine Bürger Chinas sind.